# Мерингдамм (станция метро)
«Мерингдамм» (нем. Mehringdamm) — станция Берлинского метрополитена, расположена на пересечении проспекта Мерингдамм и улицы Барутер штрассе (нем. Baruter Straße). Станция имеет четыре пути и две платформы, на которые приходят поезда линий U6 и U7. Центральные пути используются поездами линии U7, боковые — линии U6.

## История

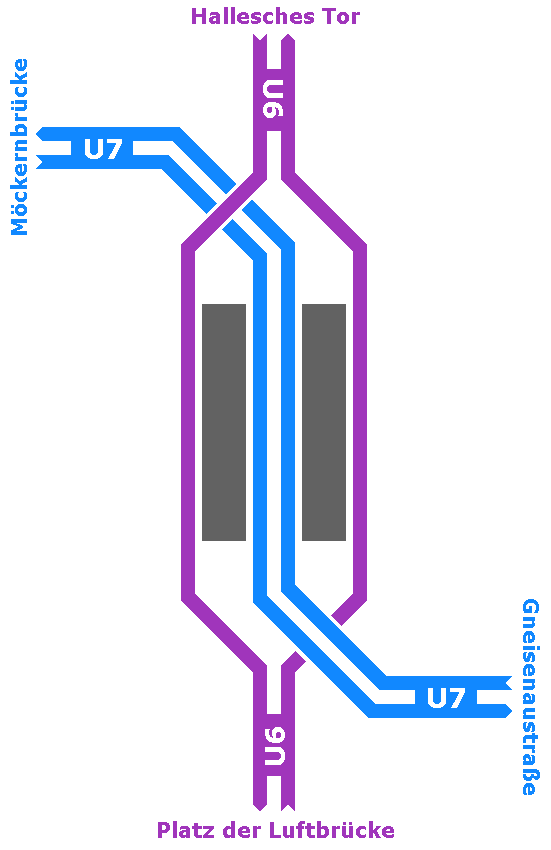
Схема станции

Станция открыта 19 апреля 1924 года под названием «Бель-Альянс-Штрассе» (нем. Belle-Alliance-Straße), 27 февраля 1946 года была переименована в «Франц-Меринг-Штрассе» (нем. Franz-Mehring-Straße), а 9 октября 1947 года получила своё современное название. После прямого попадания артиллерийского снаряда в мае 1945 года станция была закрыта, открыта для движения 11 июня 1945 года.
Первоначально на станции было расположено две платформы и три пути. В 1964 году, в связи с продлением линии U7 до станции «Мёкернбрюке», был сооружён четвёртый путь, и станция приняла современный вид. При этом первоначальная длина станции (80 метров) была увеличена на 30 метров.

## Архитектура и оформление
Четырёхпролётная колонная станция мелкого заложения. Архитектор — Альфред Гренандер, архитектор реконструкции (1966 года) — Райнер Г. Рюммлер. На станции расположено две платформы, на каждой по одному ряду колонн, а также ряд колонн между двумя центральными путями станции. Длина платформ — 110 метров. Путевые стены станции, а также ряд колонн, находящихся на платформе, отделаны под кирпич. Потолок станции выполнен в виде четырёх белёных сводов.